# ドッド＝フランク・ウォール街改革・消費者保護法
ドッド＝フランク・ウォール街改革・消費者保護法（ドッド＝フランク・ウォールがいかいかく・しょうひしゃほごほう；Dodd–Frank Wall Street Reform and Consumer Protection Act）（Pub.L. 111–203, H.R. 4173）は、アメリカ合衆国の連邦法律で、2010年7月21日にバラク・オバマ大統領により署名され成立した。2000年代後期の大不況を受けて制定されたもので、米国の金融規制に対して、大恐慌後の規制改革以来の最も重要な変化をもたらした。米国の金融規制環境にもたらした変化は、全ての連邦金融規制当局およびほぼ全ての国内金融産業に対して影響を与えた。
他の主要な金融改革と同様に、この法律に対しても様々な批判が寄せられた。新たな金融危機やさらなる「ベイル・アウト」を予防するには不十分であるという議論もあれば、金融機関を過剰かつ不適切に制限しているという議論もあった。
この法律は、当初は2009年6月にオバマ政権によって提案されたものであり、それはホワイトハウスが議会に対して一連の法律案を提案した際であった。法律案として下院に提出されたのは2009年7月である。2009年12月2日には、修正版がバーニー・フランク下院金融サービス委員会委員長により下院に提出され、また、クリス・ドッド上院銀行委員会委員長により同委員会に提出された。法律案に対する彼らの修正を踏まえ、2010年6月25日に報告を行った協議委員会 はこの2人の議員にちなんで法律案を命名することを決議した。

## 制定に至る経緯

### 提案

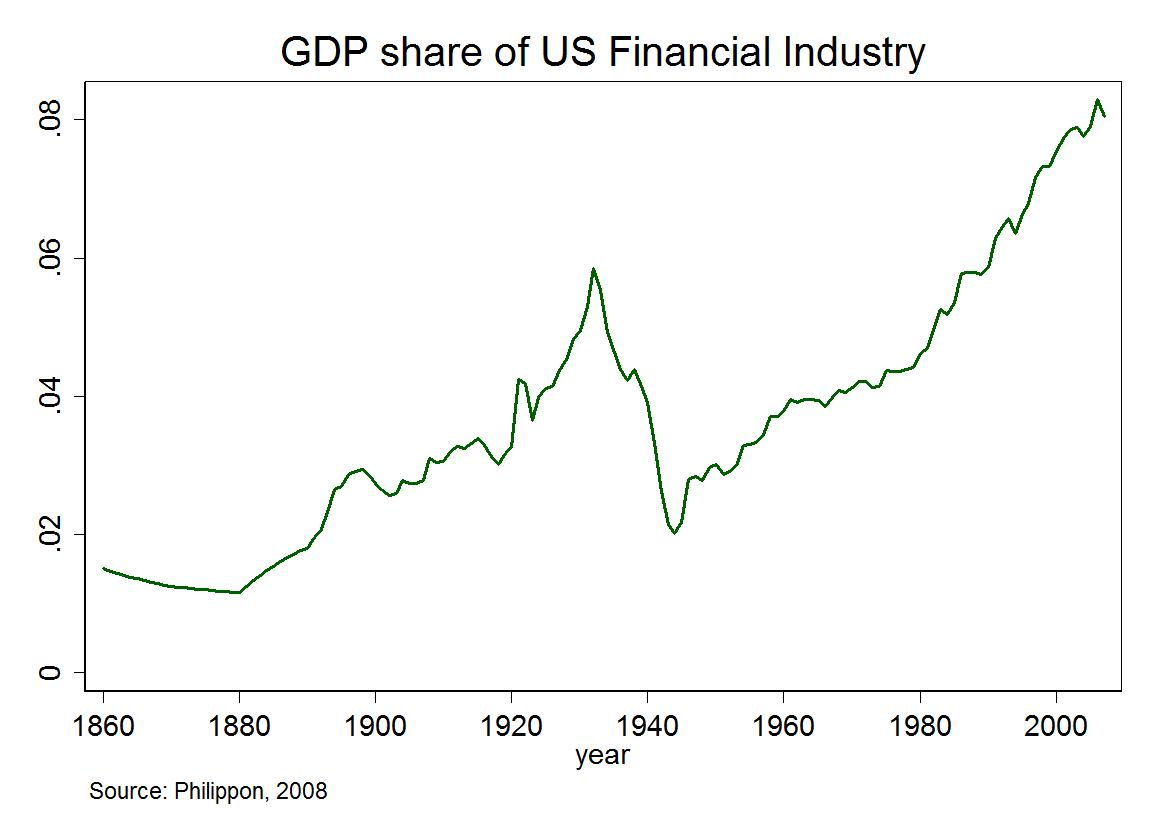
1860年以降の米国GDPにおける金融セクターの割合。

グローバル金融危機は、規制システムにおける幅広い変化をもたらした。2009年6月には、オバマ大統領は「合衆国の金融規制システムの全面的オーバーホール、大恐慌後の改革以来見られなかった規模での変換」を提案した。
協議により最終的な法律案ができたことを踏まえ、オバマ大統領は、当該法案は提案内容の90パーセントを含むものであると宣言した。オバマによる当初の提案の主要な内容には、「A New Foundation」 における掲載順に従えば、以下のものが含まれる。
1. 規制当局の統合、国法貯蓄金融機関免許の廃止、システミック・リスクを評価するための新たな監督機関
2. 金融市場の包括的規制（（取引所集中による）デリバティブの透明性向上など）
3. 消費者保護の改革（新たな消費者保護当局および「プレーン・バニラ」商品の統一基準ならびに投資者保護の強化など）
4. 金融危機に対応する手法（既存の連邦預金保険公社（FDIC）に対して倒産した業者を秩序をもって処理する権限を補足する「破綻処理制度」および連邦準備制度が財務省から「異常または緊急の状況」において信用供与する権限を受けることの提案を含む。）
5. 国際的な基準および協力の拡大を図る様々な手段（信用格付機関に対する説明の改善および規制引締めに係る提案を含む。）

オバマの要求に対して、2010年1月に議会はさらにボルカー・ルールをこの提案に加えた。

### 議会での動き

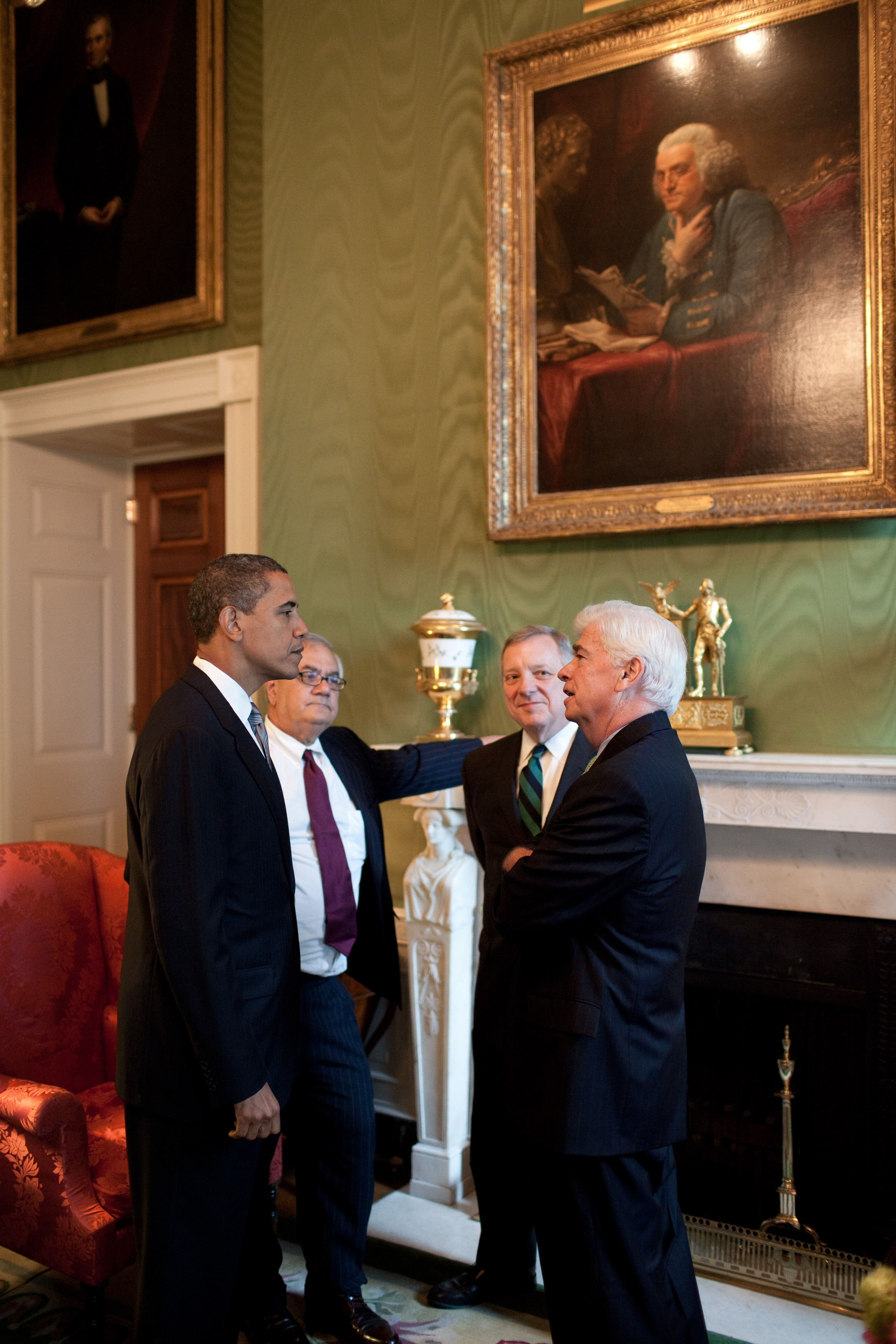
金融規制改革の公表前に、バーニー・フランク下院議員、ディック・ダービン上院議員およびクリス・ドッド上院議員とホワイトハウスで会談するバラク・オバマ大統領（2009年6月17日）。

オバマの提案を受けて起草された法律案は、ほぼ当該提案に沿ったものであったが、いくつかの追加条項や実施上の相違はあった。
ボルカー・ルールは2009年6月のオバマの当初の提案には含まれていなかったが、2010年1月に、すでに下院が法律案を可決した後にオバマはこのルールを提案した。このルールは、預金を取り扱う銀行が自己勘定取引を行うことを禁止するものであるが（グラス・スティーガル法における投資銀行と商業銀行の兼業禁止と類似するもの。）、これは上院でのみ可決され、協議委員会によってこのルールが緩和されることになった。すなわち、法律案619条においては、銀行はTier1資本の3%までプライベート・エクイティ・ファンドおよびヘッジ・ファンドに投資することを許容され、かつ、ヘッジ目的での取引もまた許容された。
最初の内容の法律案が12月に下院で党路線に従い223対202で可決され、その後上院で修正された内容が2010年5月に58対39で可決された が、これもまた党路線に従ったものであった。この法律案は、協議委員会（conference committee）に付され、そこでは上院で可決された法案がベースとして用いられた が、下院で可決された法案の条項も一部ベースとされた。
ある規定について、ホワイトハウスは立場を示さず、そのまま最終的な法案に至った。それは、証券取引委員会（SEC）に対して委任状アクセスに関する規則を定めさせるものであった。すなわち、一定の資格を満たす株主（株主グループを含む。）は、会社による株主向けの委任状説明書を改訂し、自らの取締役候補者を掲載させることとし、その規則をSECが定めるというものである。このルールは協議委員会においてがクリス・ドッドにより（ホワイトハウスの圧力の下で）反対され、委任状アクセスにより取締役候補者を掲載させることができる株主を、当該会社の株式の5%以上を2年間以上を保有する単独株主に限るとの提案がなされたが、これは不首尾に終わった。
ダービン修正（Durbin Amendment） は、最終法案における規定であり、デビット・カードのインターチェンジ・フィーと、支払処理における競争増加を図るものである。この規定は下院の法律案にはなく、ディック・ダービンによる上院の法律案に対する修正によるものであり、これに反対するロビイング活動をもたらした。この規定は、資産100億ドル超の銀行に適用があるもので、そのような銀行はデビット・カードについて「合理的で」取引処理の「実際の費用に対して比例的な」インターチェンジ・フィーを課さなければならないこととなる。この修正は反競争的な実務を規制して競争を奨励することを図るもので、小売店に対して少額購入についてはクレジット・カードの利用を拒絶することを許容しキャッシュ・カードやその他の種類のカードのインセンティブを与えるための規定も含むものであった。
ダービン修正は、連邦準備制度理事会（FRB）に対して、デビット・カードのインタチェンジ・フィーに対する規制権限を与えるものでもある。2010年12月16日にはFRBはインターチェンジ・フィーの上限額としてデビット・カード取引ごとに12セントを提案したが
、これはCardHub.comの見積りによれば大銀行にとって年間140億ドルの損失となるものであった。2011年6月29日にFRBが発表した最終的な規則においては、単一のデビット・カード取引から発行会社が受領できるインターチェンジ・フィーの上限額は、12セントに、取引額に5ベーシスポイントを乗じたものを加えたものとされた。この規則はまた発行会社に対して、一定の詐欺予防措置を講じた場合にはインターチェンジ・フィーを5セント増額することを許容するものである。これが可能な発行会社は、したがって、FRBによれば、平均的なデビット・カード取引（取引価額38ドル）から24セントのインターチェンジ・フィーを得ることができることとなる。この上限額（事前に公表されていたとおり2011年7月21日ではなく2011年10月1日施行された。）は、CardHub.comによれば概算で年間94億ドルものフィー減額をもたらした。インターチェンジ・フィーからの収入が政府により規制された結果として、銀行はその補填として口座維持手数料を増額することとした。
ニューヨーク・タイムズは、調整前の両院の法律案の比較を公表した。2010年6月25日、協議委員会は両院の法律案の調整を完了し、4日後に協議報告書を提出した。協議委員会はこの法律の名を「2010年アメリカ金融安定復活法」（Restoring American Financial Stability Act of 2010）から変更した。2010年6月30日には下院が協議報告書を237対192で可決し、7月15日には上院が60対39で可決した。この法律案は、2010年7月21日にオバマ大統領によって署名され、法律として成立した。

## 概要

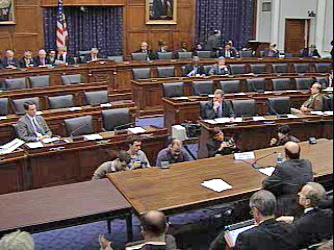
下院金融サービス委員会のヒアリングにおけるベン・バーナンキFRB議長（右下）（2009年2月10日）

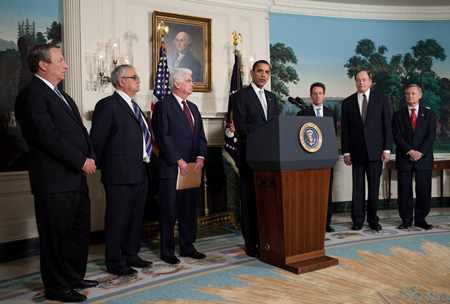
ホワイトハウス外交官応接室にて記者に対して経済と金融改革の必要性について演説するバラク・オバマ大統領（2009年2月25日）

この法律は6つの編（title）から構成されており、また、ある法律事務所の計算によれば、規制当局に対して243の規則を定め、67の検討を行い、22の定期報告を行うことを求めるものである。
この法律の目的は次のように述べられている。
金 融システムにおける説明責任および透明性を改善することにより合衆国の金融安定を推進するため、「大き過ぎてつぶせない」を終わらせるため、ベイルアウトを終わらせることによりアメリカの納税者を保護するため、濫用的金融サービス実務から消費者を保護するため、ならびにその他の目的のため
この法律は既存の規制構造を変化させるものである。例えば、規制過程を能率化するため大量に新たな機関を創設し（さらに統廃合も行い）、システミック・リスクと目される特定の機関の監視を強化し、連邦準備法（Federal Reserve Act） を改正し、透明性を推進するなどしている。この法律は、経済とアメリカの消費者、投資者および企業を保護するための厳格な基準と監督を定めることを企図 し、納税者の負担による金融機関のベイルアウトを終わらせることを企図し、経済の安定について高度な警戒システムを備えることを断言し、経営者報酬および 企業投資についてルールを設け、2008年の経済不況を招いたいくつかの抜け穴を封じるものである。新たな機関は、金融規制の特定の側面について明示的な権限を認められる、または既存の機関から権限の移転を受ける。新たな機関の全て、そしていくつかの既 存の機関は、さらに議会に対して毎年（または半期ごとに）議会に対して報告し、現在の計画の成果を示し将来の目標を説明することが求められることとなっ た。新たに創設された機関のうち重要なものとしては、例えば、金融安定監視委員会、金融調査局、そして消費者金融保護庁）がある。
既存の機関についても、規制システムの強化のため、新たな権限の追加や権限の移転といった変化が提案された。これらの変化によって影響を受けた機関には、金融システムのモニタリングに関わる規制当局のほとんど（連邦預金保険公社（FDIC）、証券取引委員会（SEC）、通貨監督庁（OCC）、連邦準備制度（FRS）、証券投資者保護公社（SIPC）など）が含まれており、また、貯蓄金融機関監督庁は最終的に廃止された（詳細は、第III編：通貨監督官、連邦預金保険公社および連邦準備制度理事会への権限移転).
実 務上の影響として、ドッド＝フランク法の成立前は、投資助言業者は、過去12ヶ月において顧客が15人未満であり、かつ、公衆に対して投資助言業者である と主張しなければ、SECに登録することは求められていなかった。ドッド＝フランク法はこの例外を削除し、そのために数多くの投資顧問業者、ヘッジ・ファ ンド、プライベート・エクイティ業者が、新たな規制に服することとなった。
また、一定の非銀行金融機関はその子会社とともに、連邦準備制度理事会によって監督を受けることとなり、これは銀行持株会社と同じ方法・限度によるものとされた。
この法律が全ての連邦の金融規制当局に影響する（すなわち、廃止が1つ（貯蓄金融機関監督庁）、創設がいくつかの消費者保護当局（消費者金融保護庁など）に加えて2つ（金融安定監視委員会および金融調査局））限りにおいて、この法律は、アメリカの金 融市場の将来のあり方の変化を、さまざまな方法で示している。この法律のいくつかの規定は法律案に署名がされたときに発効する。続くわずか18ヶ月においていくつもの規制当局がこの法律の様々な条項を実施するための規則を定め、この法律の重要性と意義が完全に現れることとなる。

## 解説

### 第I編：金融安定
第I編、すなわち「2010年金融安定法」（Financial Stability Act of 2010） は、システミック・リスクのモニタリングと経済状態の調査を任務とするを2つの新たな機関を略述し、連邦準備制度理事会による銀行持株会社の包括的監督を明確化する。第1編は、金融安定監督評議会（FSOC）および金融調査局を創設する。この2つの新たな機関は、財務省に付属され、財務長官がFSOCの議長となり、また、金融調査局長は上院の承認を経て大統領が選任する。FSOCの任務は、米国の金融安定に対するリスクを特定し、市場規律を推進し、米国の金融システムの安定に対するリスクの上昇に対処することである。少なくとも、FSOCは四半期ごとに会合する必要がある。

#### A節：金融安定監督評議会

##### 任務
金融安定監督評議会（FSOC)は目標を達成するためのいくつもの任務を有するが、概ね次のことが求められている。
1. 米国の金融市場の清廉性、効率性、競争力および安定性を強化すること
2. 市場規律の推進すること
3. 投資者の信頼を維持すること

特 に、FSOCは、（関連機関や、場合によっては企業自体から受領した）データを照合し、これによって金融システムへのリスクを評価し、金融サービス市場を モニタリングし、より広いコンセンサスを反映して関連機関に一般的な規制上の勧告を行わなければならない。さらに、FSOCは、連邦準備制度理事会に対し てシステミック・リスクを有無と考えられる一定の機関のポジションを監督させることもできる。FSOCは、国内のまたは国際的な規制の提案・進展をモニタ リングし、それらの分野について議会に助言を行う。FSOCおよび金融調査局は、構成機関およびその他の国内金融サービスの政策形成・規則制定・検査・報告義務・執行に関わる連邦・州の機関の間の情報共有と協力を促進する任務を負う。

##### 評議員
FSOCには、10名の議決権のある評議員が存在する。
1. 財務長官（議長）
2. 連邦準備制度理事会議長
3. 通貨監督官
4. 消費者金融保護庁長官
5. 証券取引委員会委員長
6. 連邦預金保険公社（FDIC）理事長
7. 商品先物取引委員会委員長
8. 連邦住宅金融局長官
9. 全国信用組合管理機構理事長
10. （保険を専門とする）独立評議員：上院の助言と承認を得て大統領が選任する。任期6年。

また、5名の議決権のない評議員も存在し、機密性のある監督上の情報について議論する際には、秘密会に相当するものに参加することができる。
1. 金融調査局長（同局は財務省の一部でこの法律に基づいて設置された。）：事務局のトップ
2. 連邦保険局長（同局は財務省の一部でこの法律に基づいて設置された。）
3. 州保険局長1名：州保険局長らにより決定される選出過程を経て指名される（任期2年）。
4. 州銀行監督官1名：州銀行監督官らにより決定される選出過程を経て指名される（任期2年）。
5. 州証券局長：州証券局長ら（またはこれに相当するもの）により決定される選出過程を経て指名される（任期2年）。

##### リソース
連邦諮問委員会法は、諮問委員会の権限を制限するものであるが、FSOCについては適用がない。FSOCにはほとんど予算の制約がない。なぜなら、FSOCは事実上、連邦政府 の各省庁のリソースを事実上自由に利用できるためである。連邦政府の職員はFSOCへの派遣されることがあるが、補償は伴わず、また、公務員のとしての身 分・特権の支障または喪失も伴わない。FSOCの評議員は、連邦政府の職員として、何らかの追加的俸給も受けずに任務を行う。さらに、「当該評議会に派遣 された連邦政府の職員は、当該評議会に在職中は当該評議会の指揮および監督に服するものとし、当該職員が派遣された元の省庁から俸給を受けるものとす る。」。さらに、FSOCの費用の一切は、金融調査局の費用として同局により支払われる。

##### 権限
FSOCは、極めて広範囲の権限をもって、米国の金融システムに対するリスクをモニタリングし、調査し、評価する。FSOCは、連邦・州の一切の金融規制当局から情報を収集する権限を有し、さらに、FSOCの業務を補佐する金融調査局を指揮して、「銀行持株会社および非銀行金融会社から情報を収集する」ことができる。FSOCは国内の又は国際的な規制の提案（保険および会計に関するものも含む。）をモニタリングし、議会および連邦準備制度理事会（FRB）に対して、米 国の金融市場の清廉性、効率性、競争力および安定性を強化する方法について助言を行う。定期的に、FSOCは議会に対して米国の金融システムの状態を説明 する報告を行う必要がある。FSOCの議決権を有する各評議員は、連邦政府は金融安定を確保しシステミック・リスクを緩和するためのあらゆる合理的な手段 を講じていると認めるか、または、必要な追加的手段を説明するかしなければならない。一定の状況下では、FSOC議長（すなわち財務長官）は、議決権のある評議員の3分の2の同意を得て、非銀行金融会社または国際銀行の国内子会社をFRBの監督下に置くことができる（これらの会社が米国の金融安定に対する脅威となり得ると思われる場合。）。FRBは、FSOCの同意を得たうえで、一定の種類の外国銀行を規制の対象から除外するためのセーフ・ハーバー規則を発することができる。一定の状況下では、FSOCは、第一次的金融規制当局に対する勧告（当該当局はこれを実施する義務を負う。）を行うことによって、金融事業に対するより厳格な規制をもたらすことができる。FSOCは、かかる勧告の実施の成否について議会に対し報告する。

##### 報告徴求
FSOCは、500億ドル超の資産を有する銀行または銀行以外の金融機関に対し、当該会社に係る以下の事項について正式な報告書の提出を求めることができる。
- 財務状態
- リスクをモニタリングしコントロールするために実施中のシステム
- 規制を受ける銀行である子会社との取引
- 当該会社の事業が有し得る米国の金融市場または全体的な金融安定に対する潜在的な破壊的影響の程度

会計検査院長官は、FSOCまたはFSOCのために勤務する一切の者を監査し、FSOCが管理しまたは利用する一切の情報にアクセスすることができる。

#### B節：金融調査局
財務省の一部署として設置された金融調査局 の任務は、金融安定監督評議会（FSOC）またはその関連機関に対して、行政的、技術的、予算分析その他の支援活動を行うことである。
金融調査局長は、6年の任期で選任される。金融調査局長の任務はFSOCまたは金融調査局のみに集中するという点で、金融調査局長は、事実上、FSOCの事務局のトップである。金融調査局長は、FSOC議長（財務長官）と協議のうえ、同局の年次予算を提案する。局長は、同局の職員の給与を決定することができるが、その際には「地位の分類および一般表（General Schedule）上の賃金率に関して、合衆国法典第5編第51章 または 第53章第III準章 を顧慮せずに」行う。
金融調査局長は、召喚令状（subpoena）を発する権限を有し、あらゆる金融機関（銀行か否かを問わない）に対して同局の機能を果たすために必要な一切のデータを求めることができる。

##### 議会への報告
金融調査局長は、上院銀行・住宅・都市委員会および下院金融サービス委員会に対してのみ報告および証言を行う。証言は、毎年、金融調査局の業務について行われるもので、データ・センターおよび調査・分析センターの業務や、重要な金融および市場の進展や米国の金融安定に対する脅威の潜在的増加に対する評価につ いても対象となる。議会に対するこれらの報告はいかなる政治的影響からも独立のものである。なぜなら「合衆国のいかなる公務員または機関も、当該証言を行おうとする同局長に対して…かかる証言を行う前の承認、論評または審査…を求める権限を有しない。」。

##### リソース
FSOCと同様に、金融調査局は、米国の省庁に対して、「同局が適当であると判断する、役務、資金、施設、人員、およびその他の支援活動」を求めることができる。連邦政府の職員はFSOCへの派遣されることがあるが、かかる派遣は公務員のとしての身分・特権の支障または喪失を伴うものではない。財務省内には「金融調査資金」（Financial Research Fund）という回転資金があり、そこに同局の受領した割当予算、手数料および賦課金の全てが預け入れられる。予定では、設置から2年以内に、同局はその資金のみによって賄うことが可能となる。

##### 権限
金融調査局は、幅広い自由をもって、FSOCおよびその他の構成機関の双方に対する支援活動（データ収集、応用調査および本質的長期調査、ならびにリスク・ モニタリングの手法開発を含む。）を実行する。同局はまた、データを報告させる方法を標準化するための指針を定めることができ、FSOCの構成機関はデータ標準化指針を3年以内に実施しなければならない。多くの点で、金融調査局は公務員制度の制約を受けることなく、運営することができる。例えば、同局は、連邦の賃金水準の指針（前述）に従う必要はなく、また、次のものを定めることが必要とされている。
- 訓練・労働力開発計画：訓練、指導力開発および後継者育成計画を含む。
- 職場柔軟性計画：在宅勤務、柔軟な業務予定、ジョブ・シェアリング、育児休暇手当および保育援助、家庭内パートナー手当を含む。
- 採用・保持計画

##### データ・センターと調査・分析センター
金融調査局は、次の2つの組織による補佐を受ける。
- データ・センター（Data Center）[63]：FSOCを支援するために必要なデータを収集し、検証し、保守する（一部については公表も）。そのようなデータは、データ提供提供業者や公表された資料、連邦・州の機関により監督を受ける金融関連組織から取得することができる。
- 調査・分析センター（Research and Analysis Center）：金融の不安定化効果を特定するための利用可能な情報の独立した分析を遂行し、独立した分析能力とコンピューティング資源を開発・維持することで、次のことを遂行する[64]。
  - 米国の金融安定に対するリスクの測定基準および報告システムの開発および維持
  - システム全体にわたるリスクの水準およびパターンの変化のモニタリング、調査、ならびにFSOCおよび議会に対する報告
  - 金融関連組織および金融市場の規制を支援し改善するための調査の遂行、調整および支援
  - 構成機関によって監督される金融関連組織のストレス・テストその他の安定に関わる評価の検討および報告
  - システミック・リスクに関わる政策への影響についての研究および助言
  - 金融リスク管理のベスト・プラクティスの推進

##### 金融調査資金
金融調査資金は、準回転資金であり、これによって金融調査局はその運営費を賄うことができる。割当予算および賦課金の全てがこの資金に預け入れられ、剰余金 は投資することが可能である。この資金は他の目的に割り当てることはできない。この法律の制定後2年以内に、同局はその資金のみによって賄うことが可能と なる。制定後2年の間は連邦準備制度が同局に資金を提供する。

##### 議会への報告
この法律の制定後5年間は、金融調査局は、上院銀行・住宅・都市委員会および下院金融サービス委員会に対して年次報告を提出することで、運営状況を報告しなければならない。

#### C節：非銀行金融会社および銀行持株会社に対するFRBの追加的権限
C節においては、その監督下の非銀行金融会社および連結総資産が500億ドル以上の銀行持株会社に対してFRBによる健全性基準が課されており、これにより米国の金融安定に対するリスクの防止または緩和が図られている。
まず、FRBが定めなければならない健全性基準には以下ものが含まれる。
- リスク・ベースの自己資本規制およびレバレッジ規制
- 流動性規制
- 全体的リスク管理規制
- 破綻処理計画および信用エクスポージャー報告規制
- 大口信用供与規制

次に、FRBが追加的に定めることができる健全性基準には以下のものが含まれる。
- 偶発資本規制
- 強化された開示規制
- 短期負債規制

偶発資本規制においては、FRBは、財務ストレス時において株式に転換する偶発資本を一定額以上維持することを求めることもできる
破綻処理計画（重大な財政難・財政破綻時における当該会社の迅速かつ秩序ある処理の計画）は、定期的にFRB、FSOCおよびFDICに提出されなければならない。
また、信用エクスポージャー報告（当該会社が有する／に対する他の重要な非銀行金融会社・銀行持株会社に対する／が有するエクスポージャーの内容・程度の報告）もまた、定期的にFRB、FSOCおよびFDICに提出されなければならない。
大口信用供与規制においては、FRBの定める規則により、資本金および剰余金の25%を超える非関連会社に対する信用エクスポージャーが禁止される。
強化された開示規制においては、FRBの定める規則により、リスク・プロフィール、自己資本の充実およびリスク管理能力を市場が評価できるよう、定期的な開示が求められることになる。
短期負債規制においては、FRBの定める規則により、資本金および剰余金の一定のパーセンテージが短期負債（簿外エクスポージャーを含む。）の上限とされる。
レバレッジ規制においては、負債自己資本比率は15対1未満に制限される。
自己資本規制においては、簿外取引をも考慮するものとされている。
また、上述の会社は、FRBの規則により、リスク委員会の設置が求められ得る ほか、FRB等または自身によるストレス・テストの実施についても定められている。

### 第II編：秩序ある清算の権限

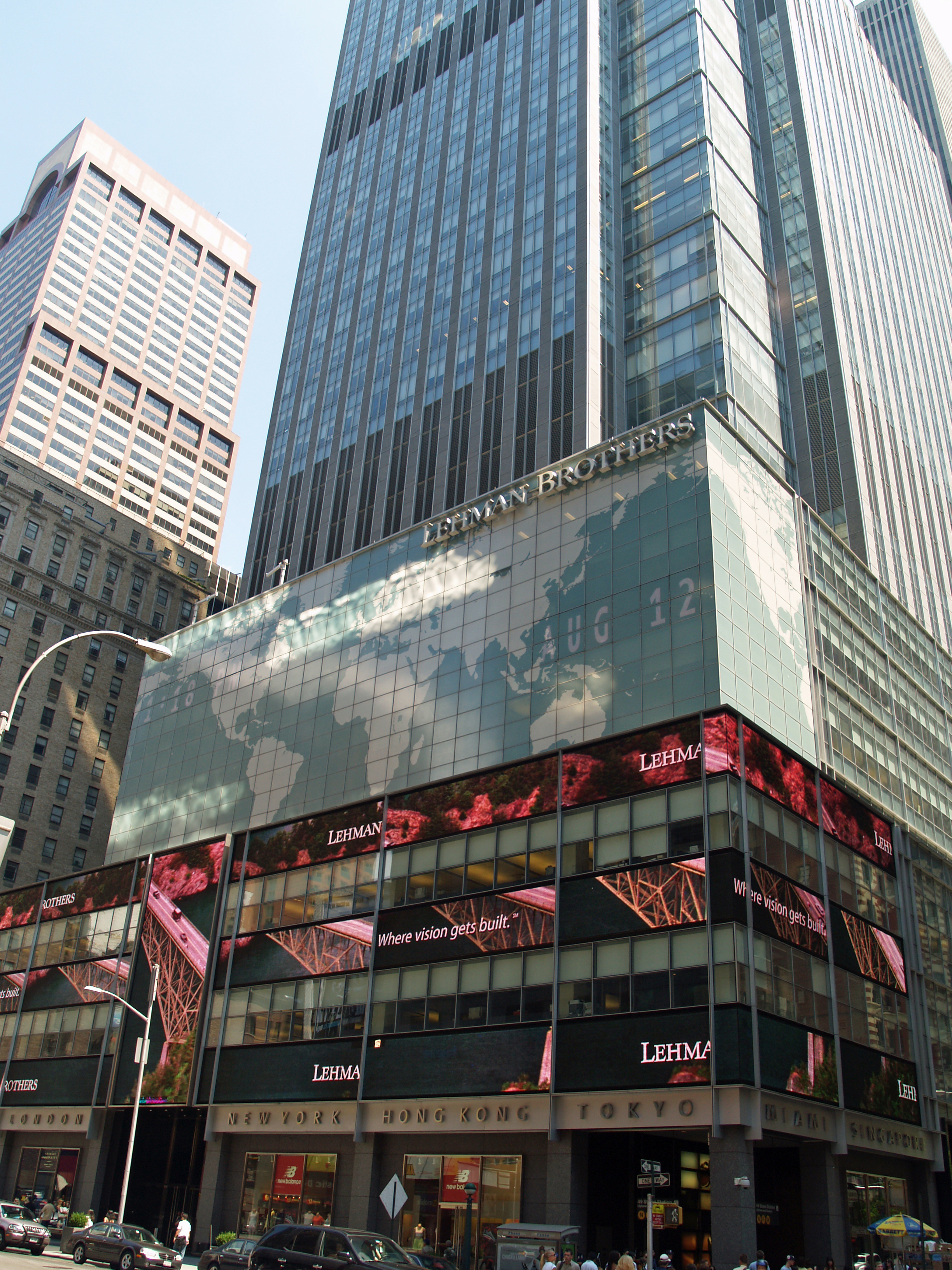
リーマン・ブラザーズのニューヨーク市本店（2008年の破綻時）

銀行などの付保預金取扱機関と証券会社は、従前の法律上、連邦預金保険公社（FDIC）または証券投資者保護公社（SIPC）による清算の対象であったが、これらに加えて、さまざまな金融会社（いずれの対象ともなっていない保険会社や非銀行金融会社。）がこの編に基づく清算の対象となった。ひとたびある金融会社が財務長官の決定によってこの編による清算の基準を満たしたと判断されれば（これにより「対象金融会社」（covered financial company）となる。）、当該対象金融会社の取締役会が同意しない場合には裁判所への申立てを経て、FIDCが財産管理人（receiver）に選任される。
FDICとSIPCによる清算手続も修正されている。従前のFDICおよびSIPCの対象とされている金融機関のための方針・手続に加えて、この編は対象金融会社の秩序ある清算について規定する。
対象金融会社の種類ごとに、異なる規制組織が共同でまたは独立で、3分の2の同意により、金融機関のために財産管理人を選任すべきか否かを判断し、勧告を行う。
- 原則：FDICおよび／または連邦準備制度理事会（FRB)
- ブローカー・ディーラー：証券取引委員会（SEC）および／またはFRB
- 保険会社：連邦保険局（財務省の一部で、この法律に基づいて設置された。）および／またはFRB

この勧告は、当該会社の状態、当該会社の債務不履行の影響、および提案される措置について詳細を述べるものでなければならない。
この勧告を踏まえて、財務長官は、大統領と協議のうえ、当該金融会社を対象金融会社として決定する。この場合、政府説明責任局（GAO）は財務長官の決定について審査に、議会に報告することとなる。
対象金融機関がこれらの規定に基づいて財産管理手続に置かれた場合、24時間以内に財務長官が議会に報告することとなり、60日以内には一般公衆に対する報告もなされる。

#### FDICによる清算

連邦預金保険公社は、銀行など多くの金融機関について破綻時にその清算を担う。

FDICが、対象金融会社の財産管理人となる。この編に基づく措置を執るに当たって、FDICはさまざまな要請を遵守しなければならない。
- 当該措置が、当該対象金融会社の保護のためではなく、米国の金融安定の目的のために必要なものであることの判断
- 対象金融会社の株主は、他の債権と秩序ある清算資金（Orderly Liquidation Fund）が完済されるまで、支払を受けることができないことの確保
- 債権の優先関係の規定に従って無担保債権者が損失を負担することの確保
- 対象金融会社の破綻状況に責任を負う経営者・取締役（またはこれに相当するもの）が解任されること（FDICが財産管理人に選任された時点で当該経営者・取締役（またはこれに相当するもの）がまだ解任されていない場合）の確保
- 対象金融会社または対象子会社の株主に対する持分を取得せず、また、かかる株主にならないこと

#### 秩序ある清算資金
この法律により連邦政府により清算される金融業者の範囲が従前のFDICおよびSIPCの権限よりも拡大したことから、銀行でも証券会社でもない金融会社の清算のためにFDICの預金保険資金から独立した追加の資金源が必要となった。秩序ある清算資金（Orderly Liquidation Fund）は、FDICの管理する資金であり、対象金融会社の清算時にFDICによって使用される。
対 象金融会社は債務超過に陥っていることから、財産管理人となったFDICは財務長官に対して債務証券を発行することができるところ、FDICは当該債務証 券を発行から60ヶ月（財務長官の承認を得て延長可能）以内に完済するために必要な1又は複数のリスク・ベースの負担金を課すことになる。この負担金は、連結資産総額が500億ドル以上の銀行持株会社および連邦準備制度理事会によって監督を受ける非銀行金融会社に対して課される。負担金は段階的に課され、金融会社の資産およびリスクが大きいほど、高い割合で課されることとなる。

#### 清算に伴う資金の調達
この編に基づいて金融会社を清算する場合、FDICは債務証券によって資金調達をすることができるが、これには上限があり、次の額を超えてはならない。
- 対象金融会社の直近の計算書類上の連結資産総額の10%（財産管理人に選任後30日間）
- 返済の原資となり得る連結資産総額の時価の90%（当該30日間経過後）

納税者はこの編に基づく金融会社の清算により損失を負担してはならず、損失は、負担金を通じて金融セクターが合理的に負担する。

### 第III編：通貨監督官、連邦預金保険公社および連邦準備制度理事会への権限移転
第III編、すなわち、「2010年金融機関安定性・健全性強化法」（Enhancing Financial Institution Safety and Soundness Act of 2010） の 目的は、(1)米国における安全で健全な銀行制度の運用を提供し、(2)連邦と州による預金機関免許の二重制度を維持・保護し、(3)預金機関の規模・免 許の種類を問わず、各預金機関の公正・適切な監督を確保し、および(4)預金機関および預金機関の持株会社の監督を効率化・合理化することにある。

#### A節：権限および任務の移転
A節により、貯蓄金融機関監督庁は廃止され、持株会社に対する権限は連邦準備制度理事会（FRB）に、州法貯蓄組合に対する権限は連邦預金保険公社（FDIC）に、他の貯蓄金融機関に対する権限は通貨監督官に、それぞれ移転される。貯蓄金融機関免許は残るが、その効果は弱められる。

#### C節：連邦預金保険公社
FDICによる付保預金額および全国信用組合出資保険基金（NCUSIF）による付保出資額は、恒久的に10万ドルから25万ドルに引き上げられる。

#### D節：その他の事項
金 融安定監督評議会において代表される金融規制機関の各々は、マイノリティ・女性参加室（Office of Minority and Women Inclusion）を設置しなければならない。同室は、管理、雇用および事業活動におけるダイバーシティに関わる当該機関のあらゆる事項について責任を 負う。

#### E節：技術的・形式的改正
さまざまな法律について所要の技術的ないし形式的な改正がなされた。

### 第IV編：ヘッジ・ファンド等に対する助言業者の規制
第IV編、すなわち、「2010年プライベート・ファンド投資助言登録法」（Private Fund Investment Advisers Registration Act of 2010） は、ヘッジ・ファンドなどの投資仲介業者に対して初めて重要な規制を導入した。
一般に、この編によって、投資助言業者の報告義務が加重され、投資助言業者がさまざまな連邦政府機関に対する報告において情報を除外する能力も制限された。しかしながら、いくつかの例外は認められている。すなわち、ベンチャー・キャピタル・ファンド助言業者、運用資産が1.5億ドル未満の一定の助言業者 およびファミリー・オフィス（証券取引委員会により定義される。） である。この法律は、認定投資家の定義を変更し、自身でまたは配偶者と併せて4年以上にわたって平均100億ドル超の純資産を有する者との定義について、その者の住居を計算対象から除外した。また、証券取引委員会（SEC)は、時期に応じてこの金額を調整することができる。また、SECは、5年ごとにインフレ効果を反映して調整しなければならないが、この金額は10万ドルの倍数でなければならない。
この編において求められる検討事項には次のものがある。
- 政府説明責任局（GAO）の検討事項として、財務的閾値を判断するための適切な基準その他の認定投資家を認定するために必要な基準（3年以内）[106]
- GAOの検討事項として、プライベート・ファンドのための自主規制組織のフィージビリティの検討（1年以内）[107]
- SECの検討事項として、空売りの検討（リアルタイムな空売りの公表および任意の試験的な報告プログラムのフィージビリティ、便益および費用を含む）[107]

### 第V編：保険

#### A節：連邦保険局
A節、すなわち、「2010年連邦保険局法」（Federal Insurance Office Act of 2010） は財務省内に連邦保険局を設置するものであり、その任務は、次のとおりである。
- 保険産業（健康保険、一部の長期介護保険および穀物保険を除く。）の全面的なモニタリング（金融危機に寄与し得る保険業者の規制の差異の特定を含む。）
- 伝統的にサービスの行き届かない地域および消費者、マイノリティーならびに低・中所得者が利用可能な保険（健康保険を除く。）にアクセスを有する程度のモニタリング
- 金融安定監督評議会に対する、保険業者等について非金融銀行会社として連邦準備制度理事会の監督下に置くことの勧告
- テロリズム保険プログラムの管理の補佐
- 国際的な保険のプルーデンスに係る事項に関する連邦政府内の調整・政策形成
- 州の保険に係る措置に対して連邦政府と外国当局との協定が優先すべきか否かの決定
- 州（州の保険規制当局を含む。）との間の保険に関する全国的に重要な事項および保険のプルーデンスに係る国際的に重要な事項についての協議

連邦保険局長は財務長官によって選任される非政治任用の職である
一般に、連邦保険局は、保険会社に対し、同局の機能遂行のために合理的に必要となり得るデータの提出を求めることができる。
局長において、州の保険に係る措置が、米国外保険業者であって米国の協定又は条約を締結する国に所在する会社を親会社とするものに対し、不利な取扱いを招くものであると判断した場合に、その限度において、当該措置に対して、連邦政府と外国当局との協定が優先することになる。

#### B節：州ベースの保険改革
B節、すなわち「2010年非認可・再保険改革法」（Nonadmitted and Reinsurance Reform Act of 2010） は、非認可保険および再保険に適用がある。

##### 第I部：非認可保険
非認可保険については、被保険者の本拠州の法令にのみ従うものとされており、それ以外の州は、サープラス・ライン保険ブローカーに対して当該被保険者に係る非認可保険の販売、勧誘または交渉についての免許を求めることはできないものとされている。また、被保険者の本拠州以外の州は、非認可保険について保険料税を課すこともできない。ただし、州間の合意等により、被保険者の本拠州において支払われた保険料税を州間で配分する手続を定めることは可能である。さらに、州は、個人または団体に対するサープラス・ライン保険ブローカーの免許付与に関して手数料を徴収してはならない。ただし、2012年7月21日時点で有効な法令により、サープラス・ライン保険ブローカーへの免許またはその更新のためのNAICの全国保険販売者データベースまたはその他の同等の統一的な全国的データベースへの参加を定めている場合には、この限りではない。

### 第VI編：銀行・貯蓄組合持株会社および預金機関の規制改善

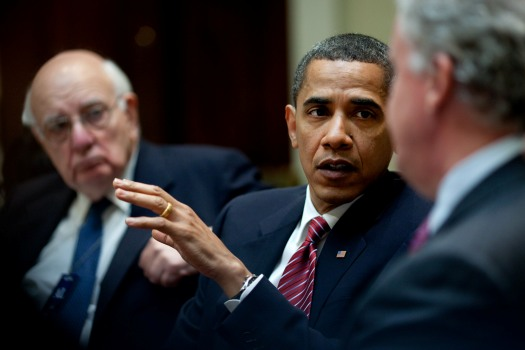
バラク・オバマ大統領と、その右側のポール・ボルカーと、左側のジェフリー・イメルト（ジェネラル・エレクトリックCEO。ホワイトハウスのルーズベルト・ルームにおける経済再生諮問委員会の会合にて。

#### 解説
第 VI編、すなわち、「2010年銀行・貯蓄組合持株会社・預金機関規制改善法」（Bank and Savings Association Holding Company and Depository Institution Regulatory Improvements Act of 2010） は、いわゆるボルカー・ルールの導入のために1956年銀行持株会社法を改正するものである。「ボルカー・ルール」の名は、前連邦準備制度理事会議長ポール・ボルカーに由来する。大企業のバランス・シートに対する投機的投資の額を減少させるため、銀行組織（banking entity）は、そのTier1資本総額の3%を超えてヘッジ・ファンドまたはプライベート・エクイティ・ファンドの持分を保有することが禁止された。さらに、ヘッジ・ファンドまたはプライベート・エクイティ・ファンドと直接的または間接的な関係を有する銀行は、「当該ファンドまたはその他のヘッジ・ ファンドもしくはプライベート・エクイティ・ファンドであって当該ファンドにより支配されているものと取引をする」ためには、当該関係の全てを規制当局に 開示し、利益相反がないことを保証しなければならない。銀行組織（banking entity）には、付保預金機関、付保預金機関を支配する会社およびかかる会社の関連会社または子会社が含まれ、これらは、本編による規定を制定後2年以内（延長申請可）に遵守しなければならない。
このルールは、銀行組織による取引を、連邦準備制度理事会の監督する非銀行金融会社による取引と区別する。このルールは、次のように規定する。「付保預金機関は 付 保預金機関の執行役員、取締役もしくは主要株主またはこれらの者の利害関係人…から資産を購入し、またはこれらの者に資産を売却することができないが、(a)当該取引が市場条件に基づき、かつ、(b)当該取引が当該付保預金機関の資本金および剰余金の10パーセントを超える場合には、当該取引が、事前 に、当該付保預金機関の取締役であって当該取引に利害を有しない者も過半数による承認を得ている場合は、この限りではない。」。自己資本規制については、ボルカー・ルールにより、規制当局は、金融機関に対して「カウンターシクリカル」な資本規制を課すことが求められる。これは、会 社によって維持されることが求められる自己資本の額を、経済拡張時には増加させ、経済収縮時には減少させることで、当該組織の安全性および健全性を確保す るためのものである。さらに、ボルカー・ルールによれば、付保州法銀行がデリバティブ取引を行うことができるのは、当該州法銀行が免許を受けている州の貸出制限に係る法律がデリバティブ取引への信用エクスポージャーを考慮している場合に限られる。本編によれば、2009年11月23日より後に申請のあった連邦預金保険公社による預金保険の承認につき、商事企業により直接または間接に保有されまたは支配される産業銀行、クレジット・カード銀行または信託銀行に係るものについては、3年間のモラトリアムを規定している。

#### 背景
ボルカー・ルールが初めて公式に提案されたのは、2010年1月21日に、オバマ大統領によってであった。協議委員会によって起草されたこの法律の最終版には、ボルカー・ルールを修正する文言がジェフ・マークリー上院議員（民主党、オレゴン州）およびカール・レヴィン上院議員（民主党、ミシガン州）によって盛り込まれた。これは、最初に政権によって提案されたものよりも広範囲な自己勘定取引を対象としつつ、米国政府証券および政府関連組織によって発行された債券の取引を例外とし、また、利益相反のある取引をも禁止するものであった。このルールは、銀行組織の自己資本の充実と経営の適切性の双方を確保しようとするものである。提案されたボルカー・ルールの案は、規制当局によって2011年10月11日に、2012年7月21日に発効するものとしてパブリック・コメントに付された。

### 第VII編：ウォール街の透明性および説明責任

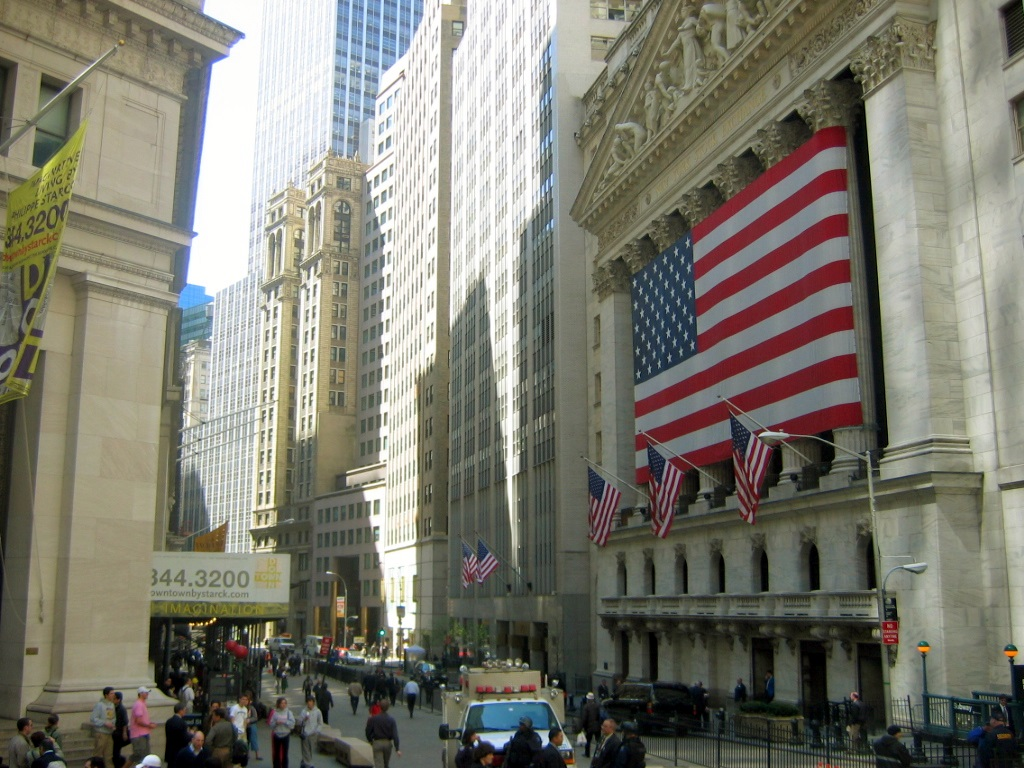
ニューヨーク証券取引所は、上場株式の時価総額において世界一の証券取引所である。

第VII編、すなわち「2010年ウォール街透明性・説明責任法」 店頭スワップ市場の規制に関わるものである。とりわけ、クレジット・デフォルト・スワップが規制対象とされている。また、この法律は、さまざまな店頭スワップ取引について、取引所または清算機関を通じて清算することを求めている。

#### A節：店頭スワップ市場の規制

##### 第I部：規制権限
商品先物取引委員会（CFTC）と証券取引委員会（SEC）の双方がこの法律においてスワップとされるデリバティブ取引を規制するところ、SECは「証券派生スワップ」（security-based swaps）について権限を有する。この法律は、グラム＝リーチ＝ブライリー法に基づく証券派生スワップについての規制の例外を廃止した。規制当局は、さまざまな種類の証券スワップに関して規則を制定しまたは命令を発する際には事前に相互に協議することが求められる。また、CFTCとSECは、連邦準備制度理事会と協議のうえ、商品取引所法1条a(47)(A)(v)（合衆国法典第7編第1a(47)(A)(v)条 7 U.S.C. § 1a(47)(A)(v)）および1934年証券取引所法第3条(a)(78)（合衆国法典第15編第78c(a)(78)条 15 U.S.C. § 78c(a)(78)）に登場するスワップ関連の用語について定義することが求められる。
本編によれば、「別段定めがある場合を除き、スワップ組織に対しては、スワップ、証券派生スワップまたはその他のスワップ組織の活動に関し、連邦によるいかなる支援もなされない」。

##### 第II部：スワップ市場の規制
また、効率的で、安全で、透明な排出権市場を確保するための、既存のまたは予期される排出権市場の監督（スポット市場およびデリバティブ市場の監督を含む。）を統制するために「政府機関間グループ」（Interagency Group）が設置される。

### 第VIII編：支払・清算・決済の監督
第VIII編、すなわち「2010年支払・清算・決済監督法」 の 狙いは、金融システムに内在するシステミック・リスクを緩和し、かつ、金融安定を推進することにあり、そのために、①連邦準備制度理事会（FRB）に対して、システム上重要な金融インフラ企業によるリスク・マネジメントおよび金融機関によるシステム上重要な支払・清算・決済業務に係る行為のための統一基準 の推進させ、②FRBに対してシステム上重要な金融市場インフラ企業のためのリスク・マネジメント基準の監督における強化された役割を与え、③システム上 重要な金融市場インフラ企業の流動性を強化し、かつ、④FRBに対して、金融機関によるシステム上重要な支払・清算・決済事業のためのリスク・マネジメン ト基準の監督における強化された役割を与えるものである。

### 第IX編：投資者の保護および証券規制の改善

証券取引委員会

第IX編、すなわち、「2010年投資者保護・証券改革法」（Investor Protection and Securities Reform Act of 2010） は、証券取引委員会（SEC）の権限および構造、信用格付組織、ならびに顧客とブローカー＝ディーラーまたは投資助言業者の間の関係を改めるものである。この編はまた、さまざまな検討および報告をSECおよび政府説明責任局（GAO）に対して求めるものでもある。この編には、AからJまでの10の節が含まれる。

#### A節：投資者保護の向上
A節には次のような規定が含まれる。
- SECにおける規制の虜を予防し、投資者の影響を増大させるため、この法律は、投資者代弁局[142]、投資者諮問委員会（任期4年の12名から22名の委員から構成される。）[143]、および投資者代弁局によって選任されるオンブズマン[144] を創設した。なお、投資者諮問委員会は実際には2009年に創設されており、したがって、この法律の可決よりも先行しているが、この法律によって特に認められたものである[134]。
- SECは、リテール投資者による投資商品・サービスの購入時点における「販売時点開示」（point-of-sale disclosure）規則を発することを特別に授権され、これにより費用やリスク、利益相反などについての簡潔な情報が開示されることとされている[145]。この授権は、SECが2004年と2005年に販売時点開示規則案を実施できなかったことを踏まえたものである[146]。これらの規則案が反発を受けたのは、ブローカー＝ディーラーの負担を重くするものと考えられたためであった。例えば、電話での取引については口頭での開示 が求められ、安価なウェブまたは電子メールによる開示は認められず、また、顧客はその投資額を基礎とする開示を求めることが許容されたのであった。開示規 則を決定するに際しては、この法律は、SECが「投資者試験」（investor testing）を行い、リテール投資者の金融リテラシーの研究の専門家に依拠することを認めている[147]。

A節は、SECに対して、ブローカー＝ディーラーの顧客に対する「信認義務」を定める規則を制定する権限を与えている。この法律が直ちにかかる義務を創設するものではないが、この法律は、SECに対してかかる基準の制定を授権するとともに、SECが、ブローカーやディーラー、投資助言業者などの顧客に対する注意義務の基準を研究し、6ヶ月以内にその結果を議会に報告することを求めている。この法律の下では、販売委託報酬を受領することや取扱商品の幅に限りがあることは当該義務違反とはならず、また、ブローカー＝ディーラーに対して投資助言を行った後の継続的な注意義務が求められるものでもない。

#### B節：規制の執行および救済の向上
B節はSECに対してさらなる執行権限を与えている。これに含まれる「内部告発者賞金プログラム」（whistleblower bounty program） は、2006年に内国歳入庁によって制定された同様のプログラムを基礎としている。このプログラムはSECによる執行を成功に導いた情報提供者が100万ドルを超える制裁金の10%から30%までを受領することを認めるものである。
また、この節にある921条は、SECが紛争前の強制的な仲裁を禁じることを認めている。
さらに、929I条は、1934年証券取引所法および1940年投資会社法を改正し、1934年証券取引法17 条(b)に基づいて取得した記録もしくは情報、または当該情報が本編の目的を推進するための利用（監視、リスク評価またはその他の規制・監督業務を含 む。）のためにSECにより取得された場合には当該記録もしくは情報を基礎としてもしくは当該記録もしくは情報に由来して取得された記録もしくは情報（す なわち、検査から得られたような情報）の公開を要しないこととしている。この結果、情報自由法は SECに適用されないこととなった。SECは規制・監督業務の一部と考える文書の公開を拒絶することができるようになったのである。SECは、この改正は 業者の検査のためには必要であるとするが、この規定はSECが連邦機関に適用のある典型的な情報公開ルールを回避することを許容するものとして批判されて いる。なお、かつてのSECは、情報自由法に基づく請求を拒絶するに際しては、営業秘密というより狭い例外事由を根拠としていた。

#### C節：信用格付機関の規制の改善
C節の制定は、信用格付のシステム上の重要性や、全国的に認知された統計格付組織（NRSRO）を含む信用格付機関の「ゲートキーパー」としての役割の重要性等を背景とするものである。
C 節は、先般の金融危機における信用格付機関の利益相反と信用格付の不正確さが金融機関および投資家のリスク・マネジメントの失敗に著しく寄与し、このた めに米国経済の健全性に悪影響が生じたことを、信用格付機関の説明責任および透明性の強化を必要とする要素として挙げている。
C節は、SECによる信用格付局（Office of Credit Ratings；OCR）の創設を命じており、OCRは、NRSROを監督し、これらに強化された規制を課すものとしている
NRSROに対する強化された規制には、以下のものが含まれる。
- NRSROは、信用格付の決定のための方針、手続およびメソドロジーの実施および遵守のための実効的な内部統制構造を形成し、維持し、エンフォースし、かつ、文書化しなければならない[159]。
- OCRに対して年次内部統制報告書を提出しなければならない。
- SECによって定められた規則を遵守し、営業の考慮が当該NRSROの発する格付に影響しないようにしなければならない。
- (1)利益相反防止のための一定の配置換え、(2)NRSROのコンプライアンス違反に関する苦情処理、および(3)特定された著しい過誤の利用者への通知に関する方針および手続が求められる。
- コンプライアンス・オフィサーの俸給は当該NRSROの財務業績とリンクしていてはならない。
- 証券発行者の不法な行為について確かな主張を適切な当局に報告しなければならない[159]。
- 発行者または引受人以外のソースによる発行者についての確かな情報であって格付決定に潜在的に重要なものは考慮しなければならない。
- この法律により、コーポレート・ガバナンス、組織および利益相反管理についての指針が定められており、また、少なくとも2名の独立取締役が必要とされる[159]。
- Compensation of the compliance officer may not be linked to the financial performance of the NRSRO.

C節は、SECに対して、証券の特定の種類についてNRSROの登録を一時的に停止しまたは永久に取り消す権限を与えており、これは、告知および聴聞を経たうえで、当該NRSROが信用格付を誠実に付すための資源を欠くという場合に認められる。
このほかの重要な規定として次のようなものがある。
- SECは信用格付の手続およびメソドロジーに関して規則を定める。
- OCRは各NRSROの検査を少なくとも年1回行い、検査報告書を公開しなければならない。
- 信用格付の業績の透明性を促進するため、SECはNRSROに対して当初の信用格付と変更後の信用格付について情報（用いた信用格付のメソドロジーおよび依拠したデータを含む。）を公開させ、利用者がNRSROを評価できるようにする。

さ らに、C節はSECに対してNRSROの独立性強化に関して検討することを求めるとともに、SECがその規則制定権限を用いて、信用格付と無関係なサー ビス（コンサルティングや助言などのサービス）の提供による不適切な利益相反を予防するための指針を制定することを勧告す。この法律は、合衆国会計検査官に対して、NRSROが報酬を得る代替的なビジネス・モデルの検討を行うことを求めている。

#### D節：資産担保証券化プロセスの改善
D節において、「資産担保証券」（Asset-Backed Security）の語は、自己清算的な金融資産（ローン、リース、抵当貸付など）を担保とする固定金利その他の証券であって、その保有者は（例えば）当 該ローンのキャッシュ・フローに従って支払を得ることができるものとして、定義されている。規制の観点から、資産担保証券には、以下のものが含まれる（た だしこれらに限られない）とされる。
- 抵当ローン担保証券（CMO）
- 債務担保証券（CDO）
- 債券担保証券（CBO）
- 資産担保証券の債務担保証券（CDO of ABS）
- 債務担保証券の債務担保証券（CDO of CDO）

規 制の観点から、資産担保証券には、金融子会社により親会社または親会社によって支配される会社に対して発効された証券は含まれない。この法律の制定後 270日以内に、「証券化実施者」（securitizer）が信用リスクのあるポーションに対する経済的利益を保持することを求めることに係る規則が制 定される。当該規則を制定する主体は、資産の種類ごとに以下のように定められている。
- 住宅：通貨監督庁（OCC）、連邦準備制度理事会（FRB）、連邦預金保険公社（FDIC）、SEC、住宅・都市開発長官および連邦住宅金融局の共同
- その他：OCC、FRB、FDICおよびSECの共同

証券化実施者は、以下のような規制に服する。
- 当該資産に関して保持することが求められる信用リスクのヘッジまたは移転が禁止される。
- 適格住宅抵当貸付でない資産については、当該資産に対する信用リスクの5%以上を保持することが求められる[164]。
- 商業用抵当貸付その他の種類の資産については、規則により、開示がある場合には信用リスクの5%未満の保持が許容され得る。

規 則により、証券化実施者のためにいくつかの資産の種類（住宅抵当貸付、商業用抵当貸付、商業用ローン、オートローンなど）ごとのルールが定められることと なる。OCC、FRB、FDICおよびSECは共同で、以下の制限の下で、このルールの免除、例外および調整を定めることができる
- 証券化された資産または証券化可能な資産についての証券化実施者およびオリジネーターによる高品質な審査基準の確保に資するものであること
- 証券化実施者およびオリジネーターによる資産の適切なリスク管理を推奨し、消費者および企業の合理的な条件での融資へのアクセスを改善し、または、その他の形で公益および投資者保護に適うこと

さらに、以下のような免除も定められている。
- 農業信用制度機関：連邦農業住宅抵当公社を含む。
- 住宅施設、集合住宅施設または医療施設に係る抵当ローン資産、またはかかる資産を直接もしくは間接に基礎とする証券化であって、米国または米国政府関連機関（連邦住宅抵当公社、連邦住宅貸付抵当公社および連邦住宅貸付銀行を除く。）によって保険または保証されているもの。
- 適格住宅抵当貸付（Qualified Residential Mortgage）：OCC、FRB、FDIC、SEC、住宅・都市開発長官および連邦住宅金融局長が共同で定める規則より定められる。

SECは、資産担保証券の発行者を分類し、その種類ごとに適切な規制を定めることができる。また、SECは、資産担保証券の各発行者に対して、当該証券のトランシェまたは種類ごとに、当該証券を担保する資産の特定に資することとなる情報の開示を求める規則を定めることができる。
さらに、この法律の制定から180日以内に、SECは、資産担保証券の市場における表明・保証の利用に関して以下のような規則を定める。
- 各NRSROは、信用格付に伴う報告において以下の内容を記載することを求められる。
  - 投資者に利用可能な表明、保証および執行の仕組み
  - 類似の証券の発行における表明、保証および執行の仕組みとの違い
- 証券化実施者は、投資者が明らかに審査に不足のあるオリジネーターを特定できるよう、当該証券化実施者によって束にされた全ての信託について、買戻請求の成否を開示することが求められる。

SECはまた、この法律の制定が180日以内に、資産担保証券の発行開示における当該証券の裏付資産のデュー・ディリジェンス分析および当該分析の開示について規則を定める。

#### E節：説明責任と経営者報酬
E節は、経営者報酬についての株主への説明責任に関し新たなルールを規定している。
公開会社は、少なくとも3年ごとに、株主に対して経営者報酬の承認の決議を求める必要があり、さらに6年に1度は、当該決議を求める回数を3年に1度よりも多くすべきか否かについて株主に決議を求める必要がある。また、ゴールデンパラシュートの経営者報酬については、株主への開示が義務づけられるとともに、株主は拘束力のない決議によってこれに反対することができる。
ま た、この法律の制定後360日以内に、SECは国法証券取引所および国法証券業協会に対して、1934年証券取引所法10C条(a)に従った独立の報酬委 員会を有しない発行者（被支配会社、リミテッド・パートナーシップ、倒産手続中の会社、1940年投資会社法上の登録を受けたオープン・エンド型運用投資 会社または外国民間発行者であって株主に対する年次開示において独立した報酬委員会を有しない理由を開示しているものを除く。）の出資証券の上場を禁止す る旨の規則を定めるものとされており、取締役会報酬委員会の委員は、SECの発する規則に定められる独立した取締役でなければならない。
発行者は、SECの定める規則に従い、実際に支払われた経営者報酬と当該発行者の財務業績との関係について、株価の変動および当該発行者の配当その他の分配を考慮に入れつつ、株主に説明しなければならない。加えて、SECにより改正される規則によって、以下についても開示が求められる。
- (a)発行者の全従業員（CEOまたはこれに相当する地位にある者を除く。）の年間報酬総額の中央値
- (b)CEOまたはこれに相当する地位にある者の年間報酬総額
- (c)(a)の(b)に対する割合

会社はまた、従業員または取締役が報酬パッケージの一部である出資証券の市場価額の下落をヘッジしまたは相殺するような仕組みの金融商品を購入することが許容されているか否かについて、株主に開示しなければならない。
さらに、連邦規制当局は、この法律の制定から9ヶ月以内に、対象となる金融機関に対し、所管の連邦規制当局へのインセンティブ報酬の仕組みについて以下の判断に必要な開示を求める規則または指針を共同して制定する。
- 当該仕組みが執行役員、従業員、取締役または主要株主に対して過剰な報酬、手数料または手当を提供するものでないか
- 当該仕組みが対象となる金融機関に重大な財務的損失をもたらし得るか否か

#### F節：証券取引委員会の管理の改善
F節においては、SECの効率性向上のためのさまざまな管理上の変更が規定されている。すなわち、SECによる議会に対する内部監督統制に関する報告、GAOの長である合衆国会計検査官による議会に対する3年ごとの人事管理報告、両者それぞれによる議会に対する年次財務統制監査の報告、合衆国会計検査官による議会に対する国法証券業協会の監督報告、SECの取引・市場課および投資運用課による管轄下組織に対するコンプライアンス検査、SEC職員による業務改善提案等のためのホットラインの設置、SECの組織の検討・改革 ならびに官民間の「回転ドア」人事に関する検討 である。

#### G節：コーポレート・ガバナンスの強化
G節は、コーポレート・ガバナンスの強化のための規定を整備している。
SECは、株主が会社の委任状勧誘資料を取締役候補を指名するために利用することを許容することを求める規則を発することができる。
また、この法律の制定後180日以内にSECが発する規則に従い、会社は、投資者に対して、同一人物が取締役会長兼CEOとなるべき理由を開示するを説明しなければならない。

#### H節：地方証券
H節においては、地方証券に関して規制の整備を行っている。
まず、地方証券助言業者が州政府等に対して地方金融商品や地方証券発行等に関して助言を行う場合にはSECへの登録を求められることとされた。また、地方証券規則制定委員会（MSRB）は15名の個人から構成されることとなり、地方証券助言業者を所管することとなり、また、情報システムを立ち上げて情報の提出・受領について手数料を課すことができるものとされた。
さらに、合衆国会計検査官は、地方証券の発行者による開示についての検討・見直しを行って24ヶ月以内に議会に報告することとされた。また、合衆国会計検査官は地方証券市場の検討を行って18ヶ月以内に議会に報告し、SECが180日以内にこれに応答することされた。
このほか、政府会計基準審議会の資金源についての規定の見直し や、SEC内の地方証券局の設置 が規定されている。

#### I節：公開会社会計監督委員会、ポートフォリオ・マージンおよびその他の事項
I節においては、公開会社会計監督委員会（PCAOB）の権限やポートフォリオ・マージンなどについて規定する。
まず、PCAOBについては、その設置根拠法である2002年サーベンス＝オクスリー法が改正され、外国の会計事務所を監督する当局との情報共有 やブローカーおよびディーラーに対する監督 が規定されている。
また、ポートフォリオ・マージンに関する1970年証券投資者保護法の規定の整備、SECの証券貸借に係る規則制定権限、銀行等の金融機関による自己勘定取引、個人間融資および少額発行者の開示の特例についての合衆国会計検査官による検討、高齢投資者の保護、監察官の説明責任の強化、金融監督監査官評議会（Council of Inspectors General on Financial Oversight）（FRB、商品先物取引委員会、住宅・都市開発省、財務省、FDIC、連邦住宅金融局、全国信用組合管理機構、SECおよび不良資産救済プログラムの各監察官により構成。）の設置、高齢者その他の消費者の保護を強化するNAICモデル規則の採用のさらなる推進 などが規定されている。

#### J節：証券取引委員会のマッチ・ファンディング
J節においては、1934年証券取引所法の関連規定を改正することにより、SECが、その費用に応じた手数料や負担金を徴収するものとされている。

### 第X編：消費者金融保護庁
第X編、すなわち、「2010年消費者金融保護法」（Consumer Financial Protection Act of 2010） は、新たに設置される消費者金融保護庁（CFPB）について規定するものである。

#### A節：消費者金融保護庁
A節により、連邦消費者金融法の下での消費者向け金融商品・サービスの勧誘・提供について規制するものとしてCFPBが設置される。CFPB長官は、上院の助言と承認を経て大統領によって任命され、その任期は5年である。
連邦消費者金融法は連邦準備制度理事会（FRB）の所管でもあるが、CFPBはFRBからの独立性が確保されている。
CFPBには以下のような部署の設置が義務づけられている。
- 調査・分析・報告を行う部署[206]
- 消費者向け金融商品・サービスの対象となる顧客層の拡大に関する情報提供等を行う部署[207]
- 消費者の苦情の収集等に関する部署[208]
- 公正貸付・平等機会室（Office of Fair Lending and Equal Opportunity）[209]
- 金融教育室（Office of Financial Education）[210]
- 軍人室（Office of Service Member Affairs）[211]
- 老齢アメリカ人金融保護室（Office of Financial Protection for Older Americans）[212]

なお、実際の組織構成は ウェブサイト にて確認できる。
以 上のほか、CFPBには消費者諮問委員会（Consumer Advisory Board）が設置されるものとされており、同委員会は、CFPBの任務遂行について助言を行い諮問に応じるとともに、消費者向け金融商品・サービス産業 における近時の実務について情報を提供する。委員はCFPB長官によって任命されるところ、関連する専門家や利害関係者が任命されるべきものとされており、また、各地域の連邦準備銀行総裁の推薦に基づいて6人以上の委員が任命されることとされている。
半年に1度、CFPB長官は、上院銀行・住宅・都市委員会、下院金融サービス委員会および下院エネルギー・通商委員会に出頭し、そのうえで、CFPBは大統領およびこれらの委員会に対して報告書を提出なければならない。さらに、CFPBは、合衆国会計監査官による年次監査を受け、その結果は議会に報告される。

#### E節：執行権限
CFPBはこの法律の制定と同時に2010年7月21日に設置されたが、その後1年間の立上げ期間を経て、2011年7月21日に執行権限を得てフル稼働となった。

#### G節：規制の改善
インターチェンジ・フィーに関するダービン修正は、G節の1075条に反映されている。

#### H節：形式的改正
さまざまな法律について所要の形式的な改正が行われた。

### 第XI編：連邦準備制度に係る規定

連邦準備制度理事会

第XI編においては、連邦準備制度に関して、いくつかの改正が行われている。
連邦準備制度理事会（FRB）において新たな地位が創設された。「監督担当副議長」（Vice Chairman for Supervision）である。その任務は、議長欠席時に副議長としての任務を遂行するほか、特に以下の内容が定められている
- 預金機関持株会社その他のFRB監督下にある金融業者の監督・規制に関してFRBに対する政策勧告の形成
- かかる業者の監督・規制の監督
- 上院銀行・住宅・都市委員会および下院金融サービス委員会における預金機関持株会社その他のFRB監督下の金融業者の監督・規制の遂行に関するFRBの努力、活動、目的および計画に係る半年に1度の公聴会に出頭すること

また、合衆国会計検査官（すなわち政府説明責任局）は、FRBまたは連邦準備銀行に対して新たにいくつかの事項について監査を行うものとされている。

### 第XII編：主流金融機関へのアクセス改善
第XII編、すなわち「2010年主流金融機関アクセス改善法」（Improving Access to Mainstream Financial Institutions Act of 2010） は、低・中所得者の金融システムへの参加を促すインセンティブを規定する。このインセンティブを提供する資格のある組織は、(A) 1986年内国歳入法典501条(c)(3)に規定された組織であって同法501条(a)に基づいて非課税とされるもの、(B)連邦付保預金機関、(C)地域開発金融機関、(D)州、地方もしくは部族の政府組織、または(E)(A)から(D)までのいずれか1もしくは複数から構成されるパートナーシップその他のジョイント・ベンチャーである。複数年にわたる給付プログラムや協同契約などによって、以下のことが推進される。
- 低・中所得の個人による連邦付保預金機関への口座開設
- 典型的には2,500ドル未満の少額貸付
- 金融に関する教育・相談の提供

### 第XIII編：ペイ・イット・バック法
第XIII編、すなわち「ペイ・イット・バック法」（Pay It Back Act） は、2008年緊急経済安定化法を改正し、不良資産救済プログラムを制限して利用可能な資金を7000億ドルから4750億ドルに減額し、さらに、未使用資金を新たなプログラムのために使用することはできないものとした。
さらに、2008年住宅・経済回復法によって導入された金融システムの安定化のための証券購入に関するいくつかの連邦法律の規定が改正され、財務長官の得た当該証券の売却代金等は、赤字削減の目的のためにのみ供されるものとされ、その他の歳出増加または歳入減少を補うために使用することは禁止された
同様の取扱いは、2009年アメリカ回復・再投資法に基づく州によって使用されなかった資金についても定められている。

### 第XIV編：抵当貸付改革・反略奪的貸付法
第XIV編、すなわち「抵当貸付改革・反略奪的貸付法」（Mortgage Reform and Anti-Predatory Lending Act） の うち、A節、B節、C節およびE節ならびに1471条、1572条、1475条および1476条、ならびにこれらの節および条に対する改正は、1002条に定義される「列挙消費者法」（enumerated consumer laws）として消費者金融保護庁の所管である。

#### A節：住宅抵当ローン・オリジネーション基準
「抵 当貸付オリジネーター」（mortgage originator）は、概ね、対価・利得のために、(i)ローン申請の受付け、(ii)消費者が住宅抵当ローンを組むこともしくはその申請をすること の補助、または(iii)住宅抵当ローンの申込みもしくはその条件交渉を行う者（あるいはこれらのいずれかを行うものとして宣伝する者）として定義されて おり、州法上の免許・登録を受けて単に不動産仲介業を行う者（貸付人等から対価を得る場合を除く。）や、12ヶ月間で3件の自身の有する不動産の販売に際 して買主に抵当貸付を行う者で一定の条件を満たす者などは含まれない。全ての抵当貸付オリジネーターは、ローン書類中に、当該抵当貸付オリジネーター固有の識別情報を記載しなければならない。
抵当ローンに関して、抵当貸付オリジネーターはローンの契約条件とは異なる対価を（元本の額を除いて）得てはならない。また、抵当ローンに関して、抵当貸付オリジネーターは原則として消費者以外の者からオリジネーションの対価を受け取ってはならない。さらに、抵当貸付オリジネーターは、連邦準備制度理事会（FRB）の規則により、消費者の支払能力を検証するなどの規制に服することになる。これらの規制への違反は、抵当貸付オリジネーターの損害賠償責任の原因や受戻権喪失手続の際の抗弁となる。

#### B節：抵当貸付の最低基準
事実上、B節は、住宅ローンの貸付けについての全国的な審査基準を定めるものである。B節は、預金機関に対してその健全性規制当局によって求められる最低限の審査基準を満たさないような抵当貸付の審査基準を用いることを求める趣旨ではない。住宅抵当ローンの貸付にあたっては、FRBの規則に従い、ローンの実行時において当該消費者が当該ローンをその約定に従って返済し租税、保険料（抵当貸付保証保険を含む。）および負担金を支払う合理的な能力を有することを、検証され文書化された情報に基づいて合理的かつ誠実に判断しなければならない。このとき、同一の住居によって担保される同一消費者に対する住宅抵当ローンも（知っている場合または知っている理由がある場合には）考慮されなければならない。この判断の際には、所得または資産の額についての検証も必要である。
また、セーフ・ハーバー・ルールとして、住宅抵当ローンにかかる債権者および本編の責任の下での当該ローンの譲受人は、「適格抵当貸付」については貸付真実法129C条(a)を満たすものと推定してよい。「適格抵当貸付」とは、住宅抵当ローンであって、(i)当該ローンのための通常の定期的な支払が(I)元本残高の増加をもたらし、または(II)一定の例 外を除いて元本の返済の延期を許容する、というものでないもので、(ii)一定の例外を除いて、その契約条件がバルーン返済をもたらさないこと、その他の さまざまな要件を満たすものをいう。
また、「適格抵当貸付」についての期限前返済違約金の原則的禁止 や全ての住宅ローンについての仲裁条項の禁止 など、ローンの契約条件についても規制されている。

#### C節：高コスト抵当貸付
「高コスト抵当貸付」（high-cost mortgage）は、リバース・モーゲージとともに貸付真実法による規制対象とされる住宅を担保とする取引であり、C節により再定義された。
高コスト抵当貸付については、次の点で既存の規制が変更されている。
- 期限前返済違約金の例外廃止[245]
- バルーン返済の不許容[246]

また、高コスト抵当貸付について新たな規制も課されており、例えば、消費者は高コスト抵当貸付を受ける前に資格のあるカウンセラーによるローン前カウンセリングを受けなければならない。

#### D節：住宅カウンセリング局
D節、すなわち、「カウンセリングを通じた住宅所有拡張・維持法」（Expand and Preserve Home Ownership Through Counseling Act は、住宅・都市開発省内に新たに住宅カウンセリング局を創設するものである。住宅カウンセリング局長は、住宅・都市開発長官により選任され、これに直属する。局長は省内において消費者向け住宅所有および賃貸住宅のカウンセリングについて一時的責任を負う。住宅カウンセリング局長の機能遂行に関して助言を提供するため、住宅・都市開発長官によって諮問委員会が選任される（12名以下の個人。任期3年）。
住宅・都市開発長官は、その定める基準・指針により適格と認めるHUD承認住宅カウンセリング機関および州住宅金融機関に対してカウンセリング・プログラムのための財務的支援を行う。
また、住宅・都市開発長官および消費者金融保護庁長官は、住宅抵当貸付・その改修に関わる銀行・金融機関の規制を所轄する連邦諸機関と協議の上、抵当ローンの受戻権喪失・債務不履行についての情報データベースを設置・維持し、これを公開する.

#### E節：抵当貸付の回収
E節は、抵当貸付の返済に問題を抱えた人々のためのエスクローおよび処分手続に係るルールに関わるもので、1974年物的財産処分手続法を改正するものでもある。
Subtitle E concerns rules concerning escrow and settlement procedures for people who are in trouble repaying their mortgages, and also makes amendments to the Real Estate Settlement Procedures Act of 1974. In general, in connection with a residential mortgage there should be established an escrow or impound account for the payment of taxes, hazard insurance, and (if applicable) flood insurance, mortgage insurance, ground rents, and any other required periodic payments. Lender shall disclose to borrower at least three business days before closing the specifics of the amount required to be in the escrow account and the subsequent uses of the funds. If an escrow, impound, or trust account is not established, or the consumer chooses to close the account, the servicer shall provide a timely and clearly written disclosure to the consumer that advises the consumer of the responsibilities of the consumer and implications for the consumer in the absence of any such account. The amendments to the Real Estate Settlement Procedures Act of 1974 (or RESPA) change how a Mortgage servicer (those who administer loans held by Fannie Mae, Freddie Mac, etc.) should interact with consumers.

#### F節：鑑定事業
A creditor may not extend credit for a higher-risk mortgage to a consumer without first obtaining a written appraisal of the property with the following components:
- Physical Property Visit – including a visit of the interior of the property
- Second Appraisal Circumstances – creditor must obtain a second appraisal, with no cost to the applicant, if the original appraisal is over 180 days old or if the current acquisition price is lower than the previous sale price

A "certified or licensed appraiser" is defined as someone who:
- is certified or licensed by the state in which the property is located
- performs each appraisal in conformity with Uniform Standards of Professional Appraisal Practice and title XI of the Financial Institutions Reform, Recovery, and Enforcement Act of 1989

The Fed, Comptroller of the Currency, FDIC, National Credit Union Administration Board, Federal Housing Finance Agency and Bureau of Consumer Financial Protection (created in this law) shall jointly prescribe regulations.
The use of Automated Valuation Models to be used to estimate collateral value for mortgage lending purposes.
Automated valuation models shall adhere to quality control standards designed to,
- ensure a high level of confidence in the estimates produced by automated valuation models;
- protect against the manipulation of data;
- seek to avoid conflicts of interest;
- require random sample testing and reviews; and
- account for any other such factor that those responsible for formulating regulations deem appropriate

The Fed, the Comptroller of the Currency, the FDIC, the National Credit Union Administration Board, the Federal Housing Finance Agency, and the Bureau of Consumer Financial Protection, in consultation with the staff of the Appraisal Subcommittee and the Appraisal Standards Board of The Appraisal Foundation, shall promulgate regulations to implement the quality control standards required under this section that devises Automated Valuation Models.
Residential and 1-to-4 unit single family residential real estate are enforced by: Federal Trade Commission, the Bureau of Consumer Financial Protection, and a state attorney general. Commercial enforcement is by the Financial regulatory agency that supervised the financial institution originating the loan.
Broker Price Opinions may not be used as the primary basis to determine the value of a consumer's principal dwelling; but valuation generated by an automated valuation model is not considered a Broker Price Opinion.
The standard settlement form (commonly known as the HUD 1) may include, in the case of an appraisal coordinated by an appraisal management company, a clear disclosure of:
- the fee paid directly to the appraiser by such company
- the administration fee charged by such company

Within one year, the Government Accountability Office shall conduct a study on the effectiveness and impact of various appraisal methods, valuation models and distribution channels, and on the home valuation code of conduct and the appraisal subcommittee.

#### G節：抵当貸付の処理・変更
The Secretary of Housing and Urban Development is charged with developing a program to ensure protection of current and future tenants and at-risk multifamily (5 or more units) properties. The Secretary may coordinate the program development with the Secretary of the Treasury, the FDIC, the Fed, the Federal Housing Finance Agency, and any other federal government agency deemed appropriate. The criteria may include:
- creating sustainable financing of such properties, that may take into consideration such factors as:
  - the rental income generated by such properties
  - the preservation of adequate operating reserves
- maintaining the current level of federal, state, and city subsidies
- funds for rehabilitation
- facilitating the transfer of such properties, when appropriate and with the agreement of owners

Previously the Treasury Department has created the Home Affordable Modification Program, set up to help eligible home owners with loan modifications on their home mortgage debt. This section requires every mortgage servicer participating in the program and denies a re-modification request to provide the borrower with any data used in a net present value (NPV) analysis. The Secretary of the Treasury is also directed to establish a Web-based site that explains NPV calculations.
The secretary of the Treasury is instructed to develop a Web-based site to explain the Home Affordable Modification Program and associated programs, that also provides an evaluation of the impact of the program on home loan modifications.

#### H節：雑則
- It is the sense of the Congress that significant structural reforms of Fannie Mae and Freddie Mac are required[265]
- GAO is commissioned to study current inter-agency efforts to reduce mortgage foreclosure and rescue scams and loan modification fraud.[266]
- HUD is commissioned to study the impact of defective drywall imported from China from 2004 through 2007 and their effect on foreclosures.[267]
- Additional funding for Mortgage Relief and Neighborhood Stabilization programs ($1 billion each)[268]
- HUD to establish legal assistance for foreclosure-related issues with $35 million authorized for fiscal years 2011 through 2012.[269]

### 第XV編：雑則
The following sections have been added to the Act:

#### 外国政府のための米国の資金の使用の制限；アメリカの納税者の保護
The US Executive Director at the International Monetary Fund is instructed to evaluate any loan to a country if
- The amount of the public debt of the country exceeds the annual gross domestic product of the country
- the country is not eligible for assistance from the International Development Association and to oppose any loans unlikely to be repaid in full.[270]

#### 紛争資源
- The SEC is mandated to create rules that address potential conflict materials (e.g. blood diamonds) and to assess whether materials originating in or near the Democratic Republic of the Congo are benefiting armed groups in the area.[271]
- The Secretary of State and Administrator of the United States Agency for International Development are required to develop a strategy to address the linkages between human rights abuses, armed groups, mining of conflict minerals, and commercial products, and promoted peace and security in the Democratic Republic of the Congo.[271]
- An industry group has complained that the legislation goes beyond voluntary industry initiative such as the Kimberley Process Certification Scheme.[272][273]
- The United Nations Security Council committee charged with overseeing conflict minerals issues reported that this legislation was a "catalyst" for efforts to save lives by cutting off a key source of funding for armed groups.[274]

#### 炭鉱その他の鉱山の安全性の報告
Requires the SEC to report on mine safety by gathering information on violations of health or safety standards, citations and orders issued to mine operators, number of flagrant violations, value of fines, number of mining-related fatalities, etc., to determine whether there is a pattern of violations.

#### 資源抽出を行う発行者による支払の開示
The 1934年証券取引所法 is amended to require disclosure of payments relating to the acquisition of licenses for exploration, production, etc., where "payment" includes fees, production entitlements, bonuses, and other material benefits. The act states in SEC. 1504 (3) that these documents will be made available online to the public.

#### 会計検査官による検討
The Comptroller General is commissioned to assess the relative independence, effectiveness, and expertise of presidentially appointed inspectors general and inspectors general of federal entities.

#### 基礎的預金およびブローカー預金の検討
The FDIC is instructed to conduct a study to evaluate:
- the definition of core deposits for the purpose of calculating the insurance premiums of banks;
- the potential impact on the Deposit Insurance Fund of revising the definitions of brokered deposits and core deposits to better distinguish between them;
- an assessment of the differences between core deposits and brokered deposits and their role in the economy and banking sector
- the potential stimulative effect on local economies of redefining core deposits; and
- the competitive parity between large institutions and community banks that could result from redefining core deposits.

### 第XVI編：1256条契約
A Section 1256 Contract refers to a section of the IRC § 1256 that described tax treatment for any regulated futures contract, foreign currency contract or non-equity option. To calculate capital gains or losses, these trades have traditionally been marked to market on the last business day of the year. A "section 1256 contract" shall not include:
- any securities futures contract or option on such a contract unless such contract or option is a dealer securities futures contract
- swap form of a derivative, such as interest rate swaps, currency swaps, etc.

## 影響と反応

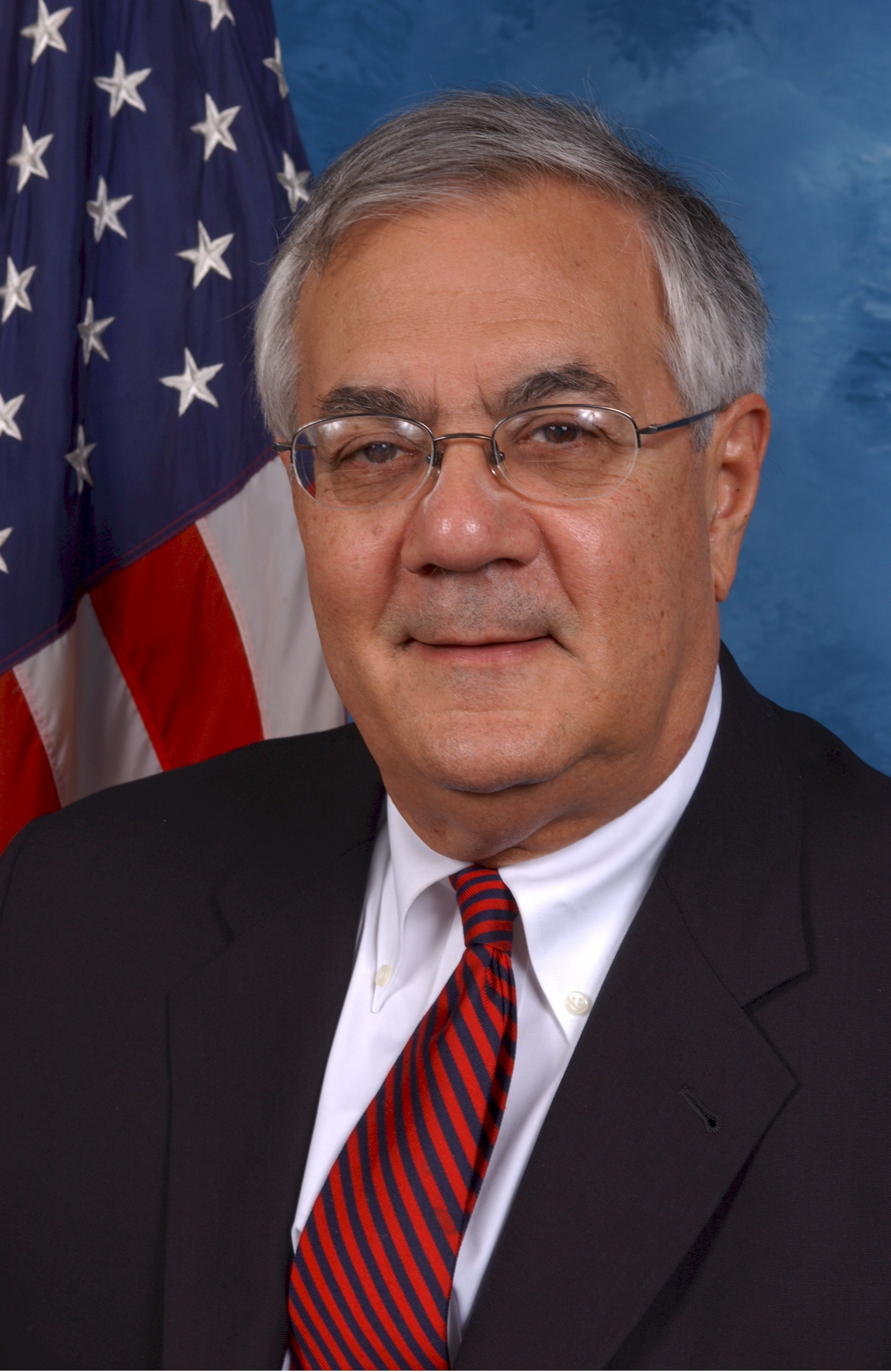
Representative Barney Frank, co-architect of the Act

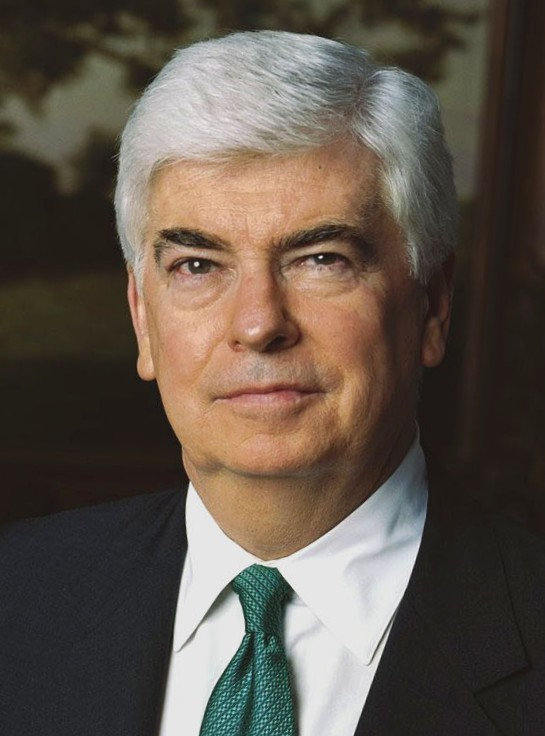
Senator Chris Dodd, co-architect of the Act

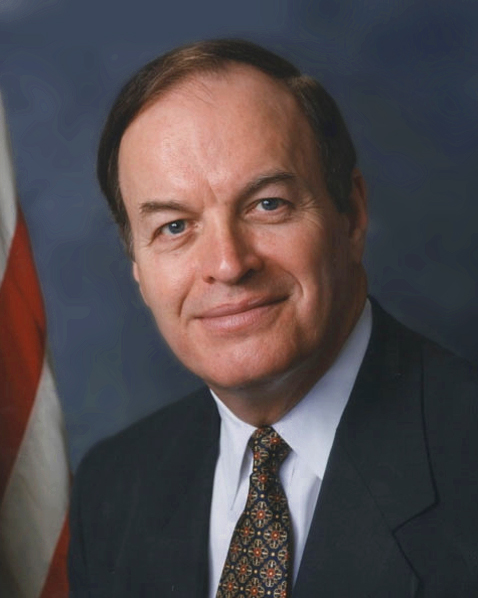
Senator Richard Shelby, the top-ranking Republican on the Senate Banking Committee

### 議会の反応
Senator Chris Dodd, who co-proposed the legislation, has classified the legislation as "sweeping, bold, comprehensive, [and] long overdue". In regards to the Fed and what he regarded as their failure to protect consumers, Dodd voiced his opinion that "[…] I really want the Federal Reserve to get back to its core enterprises […] We saw over the last number of years when they took on consumer protection responsibilities and the regulation of bank holding companies, it was an abysmal failure. So the idea that we're going to go back and expand those roles and functions at the expense of the vitality of the core functions that they're designed to perform is going in the wrong way." However, Dodd pointed out that the transfer of powers from the Fed to other agencies should not be construed as criticism of Fed Chairman Ben Bernanke, but rather that "[i]t's about putting together an architecture that works."
With regards to the lack of bipartisan input on the legislation, Dodd alleged that had he put together a "[…] bipartisan compromise, I think you make a huge mistake by doing that. You're given very few moments in history to make this kind of a difference, and we're trying to do that." Put another way, Dodd construed the lack of Republican amendments as a sign "[…] that the bill is a strong one."
Richard Shelby, the top-ranking Republican on the Senate Banking Committee and the one who proposed the changes to the Fed governance, voiced his reasons for why he felt the changes needed to be made: "It's an obvious conflict of interest […] It's basically a case where the banks are choosing or having a big voice in choosing their regulator. It's unheard of." Democratic Senator Jack Reed agreed, saying "The whole governance and operation of the Federal Reserve has to be reviewed and should be reviewed. I don't think we can just assume, you know, business as usual."
Barney Frank, who has proposed his own legislative package of financial reforms in the House, did not comment on the Stability Act directly, but rather indicated that he was pleased that reform efforts were happening at all – "Obviously the bills aren't going to be identical, but it confirms that we are moving in the same direction and reaffirms my confidence that we are going to be able to get an appropriate, effective reform package passed very soon."
During a Senate Republican press conference on April 21, 2010, Richard Shelby reported that he and Dodd were meeting "every day", and were attempting to forge a bipartisan bill. Shelby also expressed his optimism that a "good bill" will be reached, and that "we're closer than ever." Saxby Chambliss echoed Shelby's sentiments, saying "I feel exactly as Senator Shelby does about the Banking Committee negotiations.", but voiced his concern about maintaining an active derivatives market and not drive financial firms overseas. Kay Bailey Hutchison indicated her desire to see state banks have access to the Fed, while Orrin Hatch had concerns over transparency, and the lack of Fannie and Freddy reform.

### 産業界等
Ed Yingling, president of the American Bankers Association, regarded the reforms as haphazard and dangerous, saying "To some degree, it looks like they're just blowing up everything for the sake of change […] [i]f this were to happen, the regulatory system would be in chaos for years. You have to look at the real-world impact of this."
Some experts have argued that the Dodd–Frank Act isn’t strong enough, arguing that it fails to protect consumers adequately, and, more importantly, does not end too big to fail.
The Securities Industry and Financial Markets Association (SIFMA) — the "top Wall Street lobby" — has expressed support for the law, and has urged Congress not to change or repeal it in order to prevent a stronger law from passing.
Law professor and bankruptcy expert David Skeel concluded that the law has two major themes which are "government partnership with the largest Wall Street banks and financial institutions" and "a system of ad hoc interventions by regulators that are divorced from basic rule-of-law constraints". While he states that "the overall pattern of the legislation is disturbing", he also concludes that some are clearly helpful, such as the derivatives exchanges and the Consumer Financial Protection Bureau.
Continental European scholars have also discussed the necessity of far-reaching banking reforms in light of the current crisis of confidence, recommending the adoption of binding regulations that would go further than the Dodd–Frank Act—notably in France where SFAF and World Pensions Council (WPC) banking experts have argued that, beyond national legislations, such rules should be adopted and implemented within the broader context of separation of powers in European Union law. This perspective has gained ground after the unraveling of the Libor scandal in July 2012, with mainstream opinion leaders such as the フィナンシャル・タイムズ editorialists calling for the adoption of an EU-wide "Glass Steagall II" 

### 議会予算局
On April 21, 2010, the 議会予算局（CBO） released a cost-estimate of enacting the legislation. In its introduction, the CBO briefly discussed the legislation and then went on to generally state that it is unable to assess the cost of financial crises under current law, and added that estimating the cost of similar crises under this legislation (or other proposed ideas) is equally (and inherently) difficult: "[…] CBO has not determined whether the estimated costs under the Act would be smaller or larger than the costs of alternative approaches to addressing future financial crises and the risks they pose to the economy as a whole."
In terms of the impact on the federal budget, the CBO estimates that deficits would reduce between 2011–2020, but largely in part due to the risk-based assessment fees levied to initially capitalize the Orderly Liquidation Fund; after which, the majority of revenue for the fund would be drawn primarily from interest payments. Due to this, the CBO projects that eventually the money being paid into the Fund (in the form of fees) would be exceeded by the expenses of the Fund itself. Additionally, the CBO points out that the reclassification of collected fees by various government agencies has the effect of boosting revenue.
The cost estimate also raises questions about the time-frame of capitalizing the Fund – their estimate took the projected value of fees collected for the Fund (and interest collected on the Fund) weighed against the expected expense of having to deal with corporate default(s) until 2020. Their conclusion was it would take longer than 10 years to fully capitalize the Fund (at which point they estimated it would be approximately 45 billion), although no specifics beyond that were expressed.
The projection was a $5 billion or more deficit increase in at least one of the ten-year periods starting in 2021.

### 雇用創出
An editorial in ウォール・ストリート・ジャーナル speculated that the law would make it more expensive for startups to raise capital and create new jobs; other opinion pieces suggest that such an impact would be due to a reduction in fraud or other misconduct. Complying with the statute seems to have resulted in job shifting or job creation in the business of fulfilling reporting requirements, while making it more difficult to fire employees who report criminal violations. Opponents of the Dodd-Frank Law believe that it will affect job creation, in a sense that because of stricter regulation unemployment will increase significantly. However, the Office of Management and Budget attempts to “monetize” benefits versus costs to prove the contrary. The result is a positive relationship where benefits exceed costs: “During a 10-year period OMB reviewed 106 major regulations for which cost and benefit data were available [...] $136 billion to $651 billion in annual benefits versus $44 billion to $62 billion in annual costs” (Shapiro and Irons, 2011, p. 8).

### 無料当座預金口座への影響
Associated Press reported that in response to the costs that the legislation places on banks, some banks have ended the practice of giving their customers free checking.

## ステート・ナショナル・バンク・オブ・ビッグ・スプリングとCEIの訴訟
In July, 2012, The Competitive Enterprise Institute joined the State National Bank of Big Spring, Texas, and the 60 Plus Association as plaintiffs in a lawsuit challenging the constitutionality of provisions of the Dodd-Frank Wall Street Reform and Consumer Protection Act. The lawsuit, filed on July 21, 2012 in the U.S. District Court for the District of Columbia, asks the court to invalidate the law. Plaintiffs argue that the law gives the federal government unprecedented, unchecked power. The lawsuit was amended on September 20, 2012 to include as plaintiffs the states of Oklahoma, South Carolina, and Michigan. PDF The states are asking the court to review the constitutionality of the Orderly Liquidation Authority established under Title II of Dodd-Frank.
In February, 2013 the Kansas Attorney General Derek Schmidt announced that Kansas along with Alabama, Georgia, Ohio, Oklahoma, Nebraska, Michigan, Montana, South Carolina, Texas and West Virginia would join the Lawsuit.
The second amended complaint includes those news states as the Plaintiffs.